# Valve Presta
Pour les articles homonymes, voir valve.

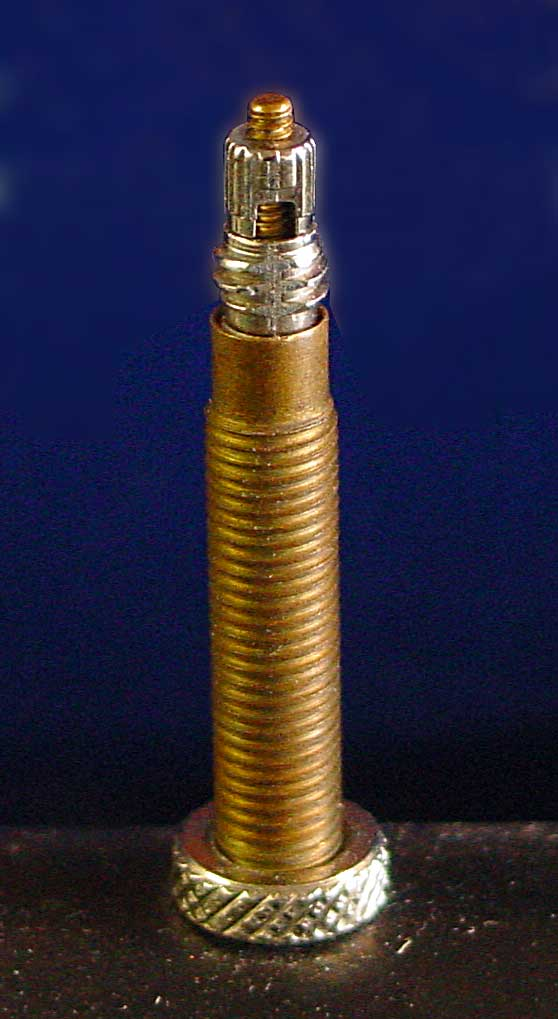
Une valve Presta fermée

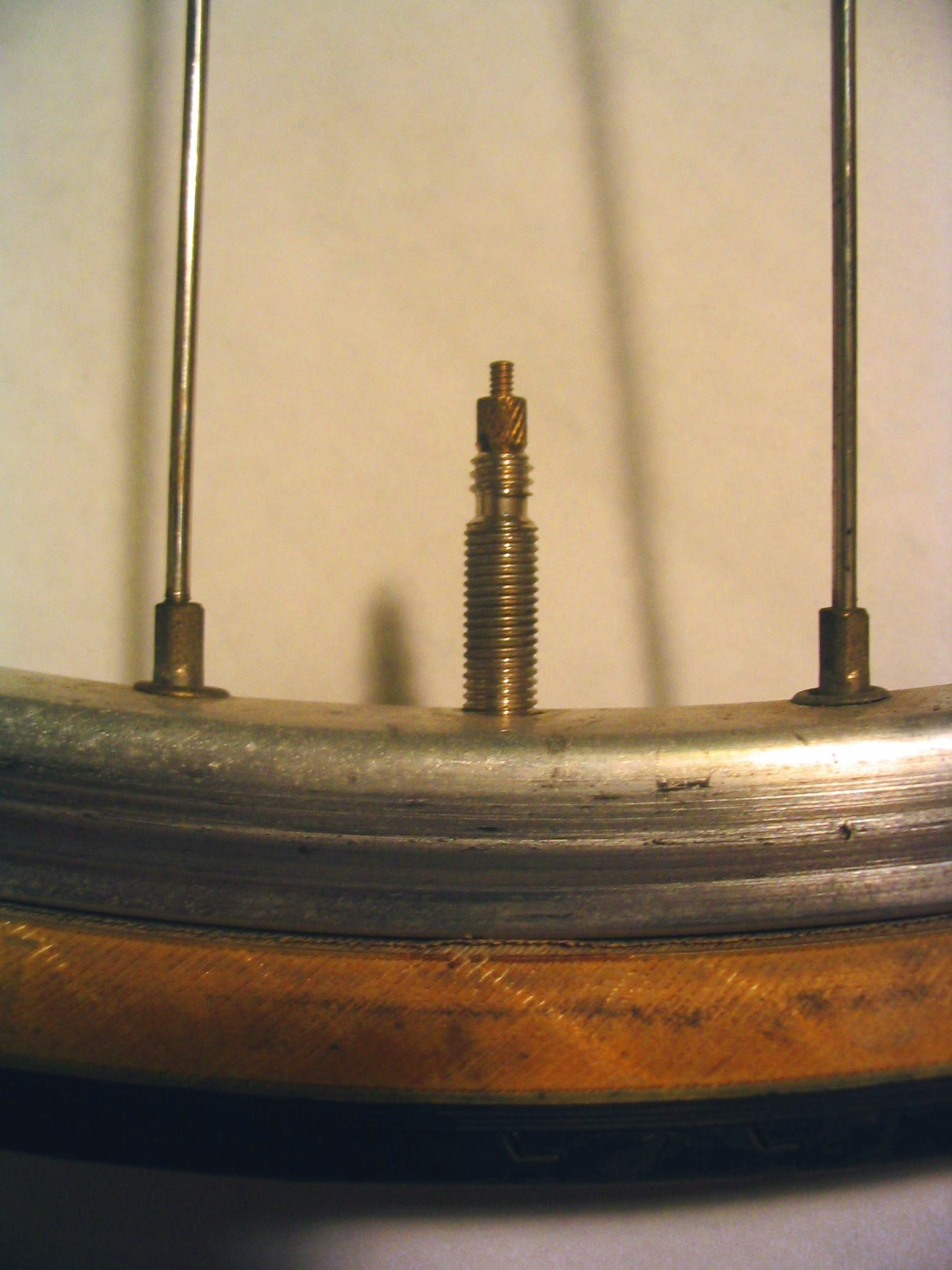
Valve Presta montrée dans le contexte de la jante, des rayons et du pneu d'une roue de bicyclette.

La valve Presta, aussi appelée valve française ou valve Sclaverand, est souvent utilisée dans les tubes haute pression ou certains vélos de montagne (VTT). Elle comprend une tige de valve externe et un corps de valve interne. Un écrou de blocage pour fixer la tige sur la jante et un capuchon peuvent être présents. 
La tige de valve extérieure est fabriquée en différentes longueurs pour différents usages avec un diamètre plus étroit (6 mm) que les valves Dunlop et Schrader (8 mm). Le point le plus faible d’une jante de vélo est d'habitude le trou pour tige de valve. Le plus petit trou d'une Presta permet d’avoir des roues extrêmement étroites en leur gardant une résistance suffisante. 
La pression d'air du pneu gonflé maintient le corps de valve interne fermé. Une petite vis et un écrou imperdable au-dessus du corps de valve permettent de le visser et le maintenir bien fermé. L'écrou doit être dévissé pour que l'air passe. La vis reste captive sur le corps de la valve même entièrement dévissée ; on la resserre une fois le pneu gonflé et la pompe retirée. Le capuchon de la valve en protège le corps et son mécanisme de la saleté et la boue et empêche de même l'endommagement par la valve du tube enroulé pour stockage, mais n’est pas nécessaire contre la perte de pression. 
Comme les jantes des vélos percées pour les valves Presta n'accueillent pas les Schrader plus larges, il est  nécessaire de repercer pour les convertir, au risque d'en affaiblir la structure. L'inverse est plus simple, quand une valve Presta est introduite dans un trou de jante plus gros, des œillets ou des réducteurs peuvent être employés afin d'en rétrécir le diamètre. 
Une valve Presta normale a un filetage extérieur. On peut y ajouter un adaptateur pour brancher une pompe à douille Schrader. Le même adaptateur, par la coïncidence des tailles de filetage, peut éventuellement convertir une pompe Schrader et la brancher à des adaptateurs flexibles.

## Rallonges de valve
Plusieurs roues de compétition ont une jante aérodynamique si profonde et épaisse qu'une valve normale est trop courte. Les rallonges de valve furent conçues pour s'adapter à de telles jantes. Il y en a deux sortes selon l'amovibilité du noyau ou non. 

## Filetage
Les filetages des valves Presta sont conformes à la norme ISO 4570. Le filetage externe à la pointe des valves Presta « filetées » et « non filetées » est de 5V2, ce qui correspond à 5,2 × 1,058 mm, la même taille de filetage que la pointe de la valve Dunlop. Le filetage externe du corps principal des valves Presta « filetées » est en 6V1, qui mesure 6 × 0,80 mm.

## Systèmes Tubeless
Contrairement au noyau Schrader, les parties internes de la valve des Presta normales ne peuvent souvent pas être retirées de la tige. Puisqu'il faut d'habitude retirer le noyau pour ajouter un scellant à pneu lors d'un montage tubeless ou Universal System Tubeless (UST), des Presta à noyau amovibles et des tiges amovibles deviennent courantes. 

## Voir également
- Valve de bicyclette